# مداخله در خودکشی
مداخله در خودکشی بر خلاف پیشگیری از خودکشی که بیش‌تر مربوط به برنامه‌های پیشگیرانه در درازمدت است، بر مداخله مستقیم زمانی که فردی افکار خودکشی خود را اظهار می‌کند یا هنگام وقوع خودکشی و به منظور پیشگیری از آن تأکید دارد.
در بیشتر کشورها قوانینی برای سلامت روان وضع شده که اجازه می‌دهند زمانی که فردی قصد از بین بردن خود به‌طور عمدی را داشته باشد یا دادگاه تشخیص داده باشد که قوهٔ عاقله و تصمیم‌گیریش از کار افتاده، وی تحت درمان روانی قرار گیرد. با این گونه قوانین، این اجازه به دادگاه‌ها، پلیس و پزشکان که فرد را به اجبار در بیمارستان و به منظور بهبودی روانی بازداشت کنند. این را «تعهد ناخواسته» نیز می‌نامند و حتی ممکن است بیمار را هنگامی که به حمام می‌رود، با آرام‌بخش، آرام کنند یا چنانچه خشونتی برای فرار به خرج داد، او را برای مدتی به تخت ببندند یا در اتاقی زندانی کنند. در این میان گونه‌ای درمان ناخواسته نیز ممکن است توسط بیمارستان صورت پذیرد و البته این نوع از امور همان‌طور که اشاره شد، بسته به سامانه قضایی کشورها متفاوت است. در این موارد و زمانی که به طول مثال پلیس شخصی را برای این منظور دستگیر کرد، می‌بایست وی را سریعاً به بیمارستان و برای درمان برساند و اجازه ندارد او را در بازداشت‌گاه یا کلانتری نگاه دارد.
هم پزشکان و هم روان‌درمان‌گران در رابطه با ارزیابی خطر خودکشی آموزش‌های لازم را می‌گذرانند. تلفن‌های فورتی خودکشی نیز همواره برقرار هستند. با این حال برخی افراد به سبب فرار از بدنامی اجتماعی، تجربه‌های تلخ گذشته در صورت اظهار تمایل به خودکشی یا به هر دلیلی مایل نیستند از این خدمات بهره ببرند.

## کمک‌های اولیه مرتبط با خودکشی
همواره باورهای اشتباهی در رابطه با خودکشی میان مردم وجود دارد. به‌طور مثال بر خلاف باورها که خودکشی قابل پیش‌بینی نیست، بیش از ۸۰٪ خودکش‌ها پیش از ارتکاب این عمل یک علامت یا نشانه مبنی بر اینکه مایلند اقدام به خودکشی کنند، از خود بروز داده‌اند. از دیگر باورهای غلط این است که چنانچه با فردی در رابطه با اینکه آیا به خودکشی می‌اندیشد یا نه، گفتگو شود، آن فرد بیش‌تر به انجام خودکشی راغب می‌شود. این اصلاً درست نیست.: 8  اگر شخصی در رابطه با افکار خودکشی خود صحبتی به میان آورد حتماً می‌بایست به پی‌گیری روان‌درمانی ترغیب شود. دوستان و آشنایان باید صمیمانه و حمایت‌گرانه به فرد گوش فرا دهند و با فرد همدلی کرده و از وی بخواهند یک برنامه‌ریزی برای درمان صورت دهد. یکی از نشانه‌های جدی خودکشی زمانی است که فرد در پی تهیه ابزار خودکشی است یا قبلاً دست به این کار زده است.: 30  چنانچه شخصی دارای این نشانه‌ها بود، حتماً و سریعاً می‌بایست با مرکز مدیریت حوادث و فوریت‌های پزشکی تماس حاصل شود.
از جمله این برنامه‌ریزی‌ها می‌توان به نشان دادن منابع حمایتی در دسترس، انجام فعالیت‌های درگیرکننده فرد، یافتن دلایل زندگی (عشق به خانواده، عزیزان، حیوانات خانگی و…) و افراد و مراکز درمانی امن اشاره کرد.: 38–39 

## سلامت روان
طبق مدل حل مسئله رفتار خودکشی‌مآبانه ارائه شده توسط چیلز و استروسال به سال ۱۹۹۵، افراد زمانی خودکشی می‌کنند که "فکر می‌کنند مشکلاتشان": ۱- تحمل‌ناشدنی ۲- تمام‌ناشدنی و ۳- گریزناپذیرند.: 3 
از جمله کاراهایی که در زمینه درمانی خودکشی حتماً می‌بایست بدان‌ها توجه کرد می‌توان به ثبات و امنیت، ارزیابی درست عوامل خطرآفرین و مدیریت و حل مسئله به منظور کاهش عوامل خطرآفرین و همچنین عوامل پشتیبان: 4  در دورانی که فرد به‌صورت ناخواسته متعهد شده باشد، اشاره کرد. درمان بیش‌تر می‌بایست متمرکز بر کاهش رنج و افزایش مهارت‌های کنارآمدن با مشکلات شود و همچنین درمان دیگر بیماری‌ها را در فرد در بر بگیرد.
طبق راهنمای تشخیصی و آماری اختلال‌های روانی در محور ۱ به‌ویژه اختلال افسردگی اساسی و در محور ۲ به‌ویژه اختلال شخصیت مرزی، خطر خودکشی را افزایش می‌دهند.: 45  افرادی با تشخیص دوگانه در مقایسه با افرادی که تنها یکی از این اختلال‌ها را تشخیص گرفته‌اند بیش‌تر در معرض خطر خودکشی‌اند. در حالی که شاید داروهای ضد افسردگیبه صورت مستقیم خطر خودکشی را در بزرگ‌سالان کاهش ندهند، اما در بسیاری موارد برای درمان اختلال افسردگی اساسی مؤثرند. دلایل محکمی هست که اثبات می‌کند داروی لیتیم خطر خودکشی را در افراد مبتلا به اختلال دوقطبی و اختلال افسردگی اساسی کاهش می‌دهد. درمان با ضربه الکتریکی تشنج‌آور (ECT) یا همان شوک‌درمانی به سرعت باعث کاهش تفکرات خودکشی می‌شود. گزینش نحوه و شیوه درمان برپایه پیش‌آگهی و همچنین نشانه‌های کنونی بیمار صورت می‌گیرد. در مواردی که بیمار حتی در بیمارستان اقدام به خودکشی می‌کند، این نوع درمان بسیار مفید است.
در حالت ایده‌آل، خانواده بیمار نیز می‌بایست در روند درمان وی درگیر شوند؛ چراکه قادرند کمک کنند عوامل پشتیبان تقویت شده و توانایی حل مسئله بیمار در مقابله با عوامل خطرآفرین افزایش یابد. در این میان هم خانواده و هم بیمار می‌بایست توسط کادر درمانی برای مقابله با انگ اجتماعی ناشی از خودکشی یا بیماری روانی، یاری شوند.
همچنین می‌بایست به اینکه فرد خودکش چه پیشینه فرهنگی دارد توجه شود؛ چراکه این یکی از راه‌های یافتن عوامل پشتیبان است و می‌تواند در حل مسئله مفید واقع شود. عوامل خطرآفرین زمانی که فرد در اقلیت مخالف جامعه باشد خیلی فرون‌تر هستند. به‌طور مثال فرهنگ بومیان قادر به آن‌ها در کنار آمدن با مشکلات به روش پشینیانشان یاری رساند و در ابراز احساسات، فرد را یاری کند.: 21–22 
روان‌درمانی و به‌ویژه رفتار درمانی شناختی، در مدیریت خطر خودکشی نقش به‌سزایی دارد. According to در آزمایش تصادفی کنترل‌شده به سال ۲۰۰۵ و توسط گریگوری براون، آرون تمکین بک و دیگران، مشخص شد که شناخت‌درمانی شمار ارتکاب به خودکشی به دفعات را تا ۵۰٪ کاهش می‌دهد.

### پیشگیری از خودکشی
از راه‌کارهای ویژه پیشگیری از خودکشی می‌توان بدین موارد اشاره نمود:
- گزینش و آموزش گروه‌های داوطلب برای یاری‌رسانی و ارجاع محرمانه افراد به مراکز بهداشت روانی.
- افزایش کارایی روانی از راه خوش‌بینی و ایجاد ارتباط بین فردی.
- آگاهی‌دادن در رابطه با خودکشی از راه آموزش عوامل خطرآفرین، پسترهای تبلیغاتی و دسترسی به کمک.
- افزایش کارایی و دانش کارمندان خدمات به‌زیستی و به‌داشتی از جمله مشاوره رایگان خودکشی.
- کاهش خشونت خانگی و مصرف نادرست مواد از جمله راه‌کارهای بلند مدت کاهش مسائل مربوط به بهداشت روانی هستند.
- کاهش دسترسی آسان به ابزار خودکشی (به‌طور مثال اسلحه یا مواد سمی).
- کاهش دوز مصرف داروهایی همچون آسپرین که بدون نسخه قابل خرید هستند.
- مداخله رفتاری در تصحیح رفتار گروه‌های پرخطر.
- تحقیق و پژوهش. (پایین را بنگرید)

همچنین گفته می‌شود که رسانه‌های خبری با توانایی خود در نشان دادن روی منفی خودکشی همچون دردهای مزمن و آسیب‌هایی که در صورت خودکشی ناموفق ممکن است برای فرد ایجاد شود و نیز مشکلاتی که برای اقوام فرد خودکش ایجاد می‌کند، قادرند فرد را وادار کنند تا به جای پایان دادن به زندگی خود، راه حلی برای مشکلاتش بیابد. رسانه‌ها همچنین می‌بایست با این کار از همه‌گیری خودکشی و تبدیل اعضای جامعه و مسوولین به مدافعان حق مردن جلوگیری کنند.

### پژوهش‌های مرتبط با پیشگیری از خودکشی
پژوهش در رابطه با خودکشی مسئله‌ایست که حوزه بررسی آن از زیست‌شناسی، گرفته تا اقتصاد، روان‌شناسی، علوم پزشکی و علوم اجتماعی را دربر می‌گیرد. علاوه بر این‌ها برخی مجله‌ها مختص خودکشی و علم خودکشی‌شناسی هستند که از آن جمله می‌توان به مجله بحران یا Crisis، خودکشی و رفتار تحدیدکننده زندگی یا Suicide and Life Threatening Behavior و آرشیو پژوهشی خودکشی یا Archives of Suicide Research اشاره کرد.